# 大阪シティバス中津営業所
大阪シティバス中津営業所（おおさかシティバスなかつえいぎょうしょ）は、大阪府大阪市北区中津にある大阪シティバスの営業所。最寄バス停は中津六丁目。国道176号の高架に面しており、出入庫は高架から行う。駐車スペースは2階に分かれている。バス側面および後面窓ガラスに貼られる所属営業所を示すシールの文字は「中」である。

## 概要
主として大阪駅発着路線を担当している。操車は大阪駅西操車場にて行っている。

### 大阪市営バス時代
1961年に大阪市交通局（大阪市営バス）の営業所として開設された。
2002年の路線再編以前は大阪駅発着路線のほかに、淀川区の地域路線（中津車庫で操車）、西淀川区の地域路線（歌島橋バスターミナルで操車）も担当していたが、路線再編後は淀川区を古市営業所、西淀川区を酉島営業所が担当するようになった。
2008年3月30日から淀川区の地域路線について古市営業所と共同で担当するようになり、2010年3月28日からは前日限りで廃止された古市営業所の担当路線を引き継いだ（ただし、25号系統は井高野営業所へ移管）。
歌島橋バスターミナルが廃止されたことに伴う、2014年4月1日のダイヤ改正以降は西淀川地区の受け持ちが増加した。
大阪市交通局の民営化に伴い、2018年3月31日に大阪市営バスの営業所としての業務を終了し、翌4月1日に大阪シティバスへ移譲され、同社の営業所となった。
2023年11月8日に行われた大阪市会　令和4年度決算特別委員会（一般）令和５年10月～11月の議事録によると営業所の建物老朽化に伴い上海老江バス停付近にあったTOPPAN株式会社工場跡地に移転する計画が明らかになった。

## 沿革
- 1961年4月1日 - 大阪市交通局（大阪市営バス）の営業所として開設。
- 2017年7月1日 - 酉島営業所内に大阪市交通局直営の中津営業所酉島支所を開設。（当時酉島営業所は大阪シティバスの委託営業所）
- 2018年4月1日 - 大阪市交通局から大阪シティバスへ移譲。

## 現行路線

### 8号系統
運行区間（8号系統）
- なんば方面：大阪駅前→梅田新道→淀屋橋→本町→心斎橋筋一丁目→なんば（御堂筋経由）
- 大阪駅前方面：なんば→JR難波駅前→四ツ橋→信濃橋→肥後橋→大阪駅前（四つ橋筋経由）

概要
- 8号系統は、大阪駅となんばとを結ぶ路線である。南行きは御堂筋、北行きは四つ橋筋を通り、すべての区間で地下鉄と並行する。往路の淀屋橋南詰（淀屋橋交差点）から道頓堀橋北詰（道頓堀橋北詰交差点）までは御堂筋の側道を走行する[2]。

沿革
- 1979年頃まで3号系統として運行されていたが、渋滞などによる定時性確保の困難を理由に、一時廃止されていた。
- その後、当時は一部の地下鉄駅にエレベーター等の設備がなく、車いす等利用者の移動の便を図る必要があったため、1994年11月30日に復活し、当時はすべてリフト付きバスで運転されていた（現在は全便中型ノンステップバスでの運行となった。なお、地下鉄駅のエレベーター設置工事などのバリアフリー工事は現在完了している）。
- 復活当時の系統番号は3A号系統、3B号系統であり、3A号系統が大阪駅→なんば→大阪駅のルートで中津営業所の担当、3B号系統がなんば→大阪駅→なんばのルートで九条営業所（のちに港営業所に移転）の担当であった。
  - なお、3A・3B号系統が復活される前は、臨85号系統（なんば→四ツ橋→信濃橋→西大橋→なんば、平日の朝ラッシュ時のみ）が運行されていた（担当は木津営業所であった）。
- 2002年1月27日のダイヤ改正で3A号系統は103号系統に改称され、3B号系統はそれに統合する形で廃止された。担当が中津営業所のみとなった。
- 2005年8月15日のダイヤ改正で、本数が1時間に4本から2-3本に削減された。2008年3月30日の改正で、全便中型のノンステップバスになる。
- 2008年10月20日より、前日に開業した京阪電鉄中之島線への乗り換えの利便性向上のために、肥後橋 - 堂島間の渡辺橋停留所にも停車するようになる。
  - それ以前の渡辺橋停留所（大阪駅前方面行き）は中之島通沿いに設置されていて53号系統のみ停車していた。京阪中之島線建設中に四つ橋筋沿いに移設されたものの53号系統以外のバスは2008年10月19日（京阪電鉄中之島線開業日）まで渡辺橋停留所には停車していなかった。
- 2010年3月28日のダイヤ改正で、大阪駅前→なんば→大阪駅前の循環系統から、往路・大阪駅前→（御堂筋）→なんば、復路・なんば→（四つ橋筋）→大阪駅前の往復系統に変更される。従前どおり、往路でなんばに到着後も引き続き大阪駅前行きの乗車が可能である。同時に、区間便だった103A号系統（なんば→（四つ橋筋）→大阪駅前）も103号系統の復路に統合される形になり廃止された。
- 2014年4月1日から系統番号を8号系統に変更。
- 2016年からLED式の行先表示に英語表記が入った。

ダイヤおよび停留所
- 8号系統は平日・土曜、休日とも、1時間あたり1-2本の運行である。前述のとおり、すべてリフト付きバスによる運行だったが、排ガス規制などの関係もあって2008年3月30日のダイヤ改正で、全便中型車のノンステップバスになった。原則として全便が大阪駅前→なんば→大阪駅前の運行となるが、平日・土曜日の早朝に1便だけなんば始発便が運行されている。
- この系統の運行区間（主に御堂筋）では大規模なイベントが開催されることが多く、開催のたびに一時（または終日）運休することが多いのも特徴である。

### 36号系統
運行区間
- 36：大阪駅前 - 南森町 - 京橋北口 - 地下鉄蒲生四丁目 - 地下鉄横堤 - 鶴見区役所前 - 安田 - 茨田大宮 - 地下鉄門真南

概要
- 36号系統は、大阪駅前から鶴見通を経由して、鶴見区茨田（まった）地区とを結ぶ路線である。鶴見区側の終点は、門真市にある地下鉄門真南である。第2次世界大戦前よりある、市バスの中でも古い路線の部類に入る。
- 京橋北口-地下鉄横堤間ではOsaka Metro長堀鶴見緑地線と並走するが、同線の利用では梅田・大阪駅方面へ行くのに不便である（乗換が必要になる）ことから、同線開業後も36号系統の乗客は多く、本数が多めに維持されている。大阪駅-地下鉄門真南間では片道約50分ほどかかり、大阪シティバスの中では比較的長い運行距離である。
- この系統ではかなり交通量が多いところを経由する。特に南森町 - 地下鉄今福鶴見間は昼間でも渋滞が激しい区間でもある。

沿革
- ゾーンバス制度施行前は特36号系統として大阪駅前と茨田大宮（当時は茨田大宮町）を結んでおり1964年12月から乗車区間整理票(整理券)発行機（オートアレンジャー）によるワンマン運行を開始した[3]。
- ゾーンバス制度施行後は大阪駅前と茨田大宮方面は直通しておらず、幹線36号系統（大阪駅前 - 安田）、支線36号系統（安田 - 茨田大宮）に分かれており、幹支を直通する特36号系統は京橋駅前 - 安田 - 茨田大宮を運行していた。また、1994年まで京橋駅前 - 南森町 - 大阪駅前間を走行する47号系統が別途存在していた。
- その後、浜バスターミナル（鶴見消防署茨田出張所に隣接）が開設され、幹線36A号系統（大阪駅前-浜バスターミナル）・幹線臨36号系統（京橋駅前-浜バスターミナル）・支線36号系統（浜バスターミナル-茨田大宮）が運行されていた。ただし浜バスターミナルは日中のみの営業で、その他の時間帯は従来どおりの幹線36号系統（大阪駅前-安田）や特36号系統（京橋駅前-茨田大宮）が運行されていた。この当時は東成営業所の担当便もあった。
- 1990年に横堤バスターミナルが開設された際に浜バスターミナルは閉鎖になり、この時に特36号系統は延長されて大阪駅前 - 茨田大宮間に、支線36号系統は横堤バスターミナル - 茨田大宮間に区間が変更され、大阪駅前 - 安田間の幹線36号系統もそのまま運行していた。
- 1997年に地下鉄長堀鶴見緑地線が門真南駅へ延伸した際に、終点が茨田大宮から地下鉄門真南まで延伸される。
- 2002年1月27日のダイヤ改正以前は、特36号系統という名前で、大阪駅-横堤バスターミナル間では幹線扱い、横堤バスターミナル-地下鉄門真南間は支線扱いであった。ダイヤ改正時に支線36号系統（横堤バスターミナル-地下鉄門真南）を統合し、36号系統となった。
- 区間運転として、大阪駅-安田間の36A号系統が設定されていたが、2006年3月26日に地下鉄門真南まで延長運行されることになり、廃止となった。
- かつては古市営業所が主に担当していた時期もあったが、同営業所を2002年1月27日に大阪運輸振興に委託したことに伴い、中津営業所が主に担当するようになった。しかし、2007年1月のダイヤ改正より、古市営業所の担当が復活している。また早朝と深夜の数本は、回送距離短縮のため守口営業所や井高野営業所が担当していた。
- 2010年3月28日、古市営業所の廃止に伴い36号系統は中津営業所・守口営業所・酉島営業所・井高野営業所の4営業所がこの系統を担当するようになった。また同日より茨田大宮 - 地下鉄門真南間の経路が往路復路とも門真市道大和田茨田線を直進して南三ツ島の四つ角を曲がり地下鉄門真南駅ロータリーへ至る経路に変更された。それに伴い2012年4月1日付けで門真市内で2番目となる三ッ島南停留所が設けられた。[4]また同年4月1日に終点の手前にある大阪駅前を『曽根崎警察署』と改名した。
- 2013年4月1日のダイヤ改正で横堤バスターミナルが廃止。停留所が「地下鉄横堤」に改称された。
- 2014年4月1日のダイヤ改正で担当が中津営業所単独となる。
- 2015年4月1日のダイヤ改正で担当が酉島営業所と共同になる。
- 2015年8月1日のダイヤ改正で守口営業所の担当が復活する。
- 2015年10月1日のダイヤ改正で担当が中津営業所単独となる。
- 2016年4月1日のダイヤ改正で再び担当が酉島営業所と共同になる。

ダイヤおよび停留所
- 平日・土曜・休日とも、昼間は12〜20分毎に運行している。天神祭本祭が開催される日の15時頃から概ね終車までの時間帯桜の宮橋の停留所が使用不可となるためその時間帯に限り迂回運行される。そのため所要時間が約20分〜30分ほど多くなり、全体的乗車時間が1時間以上になる場合がある。迂回経路には10号系統や31号系統 などの停留所があるが通過扱いとなる。

その他
- 2017年3月までほぼ並行して近鉄バスの阪奈生駒線が、梅田（大阪駅ではなく御堂筋沿いの東梅田駅7番出口前）から鶴見区の浜停留所（同社の浜南口停留所）およびJR住道方面までの路線があり、かつては大阪産業大学や生駒山頂、生駒登山口、近鉄奈良駅まで向かう系統もあった。市バスにも、大阪駅前 - 住道駅前を結ぶ系統（136号系統）があった[5]、近鉄バスの梅田乗り入れは市バスの住道延伸に伴う協定によるものであったが[6]、市バスの昼間回数券が使える以外の共通乗車制度はなくダイヤも調整されていなかった。

### 38号系統
- 38：野田阪神前 - 御幣島駅 - 竹島三丁目
  - 福島区の野田阪神前から西淀川区の御幣島駅を経て竹島三丁目に至る路線である。元々は幹線38号系統（野田阪神前―歌島橋バスターミナル間の路線）で、本数も多かったが、JR東西線開通に伴い全線が東西線と併走することになり本数が削減された。後に96号系統の歌島橋バスターミナル-竹島三間（ただし、経路が一部異なる）を合併し、上記の経路となった。
  - 現在は中津営業所の担当路線となっているが、以前は酉島営業所が担当していた。
  - 幹線38号系統時代、支線38号系統（歌島橋バスターミナル - 佃六丁目）や支線94号系統（歌島橋バスターミナル - 神崎橋）と連結運行していた時期がある。
  - 中型車で運行されている。過去に小型車も運行されていた。
  - 2014年3月31日に歌島橋バスターミナルが廃止され、それに伴い停留所名も「御幣島駅」に変更された。
  - 2014年4月より西淀川区民ホール停留所が新設され、野田阪神行きが経由するようになる。
  - 2016年4月より担当が中津に変更。
  - 2017年7月1日より担当が酉島に変更。
  - 2018年8月1日より担当が中津に変更。

### 39号系統
- 39：野田阪神前 - 福島西通 - 中津6丁目 - 十三 - 三国本町 - センイシティー南 - 新大阪駅北口
  - 福島区と淀川区を結ぶ系統である。
  - 以前は入出庫系統としての区間便の39A号（野田阪神前-淀川警察署前）が運行されていたが、2010年3月28日のダイヤ改正でこの区間便の運行がなくなる。
  - 2012年4月1日に25号系統と統合され、新大阪駅北口から東淀川駅前に運行区間を延伸、従来の39号は39A号に変更。平日と土曜は東淀川駅前まで運行する便が大半を占めるが、休日は全便が39A号として新大阪駅北口までの運行。
  - 2014年4月1日より東淀川駅前までの運行を取りやめ、全便が野田阪神～新大阪駅北口の運行に変更され、39A号は集約され欠番となる。
  - 2016年4月1日より担当が中津に変更。
  - 2017年4月1日のダイヤ改正で、センイシティー南→新大阪駅北口の経路が宮原四丁目を経由する経路に変更される。
  - 2017年7月1日より担当が酉島に変更。
  - 2018年8月1日より担当が中津に変更。
  - 中型車で1時間に1本運行されている。

### 41号系統
- 41： 大阪駅前 - 大淀南一丁目 - 十三 - 淀川区役所 - 西中島 - 新大阪駅東口 - 榎木橋

概要
- 大阪駅を起点とする、淀川区南部・東部の地域系路線。
- 全便中型車で運行される。これはかつて存在した淡路三丁目停留所付近の道幅が極端に狭くなっているからである。但し2002年の市バス改編以前は、104号系統で大型車での運行も行われていた。
- 大阪駅前と榎木橋を結ぶ系統には、十三市民病院を経由する69号系統もある。
- 三国（現在の新三国橋）～榎木橋間において、1953年10月30日に大阪市と阪急バスとの間で乗り入れに関する運輸協定が締結された。

旧41号系統沿革
- 41： 大阪駅前 - 大淀南一丁目 - 十三 - 木川西二丁目 - 東中島一丁目 -（→淡路三丁目／←中島中学校前） - 新大阪駅東口
- 元々は大阪駅前 - 淡路三丁目間の運行で、東中島一丁目 - 淡路三丁目を反時計回り（東中島二丁目→淡路三丁目→中島中学校前）で運行する幹線41甲号系統と、時計回り（中島中学校前→淡路三丁目→東中島二丁目）で運行する幹線41乙号系統とが交互に運行していた。
- 2002年1月27日：幹線41甲が41Aに、幹線41乙が41Bに名称変更。この時に担当が中津営業所から古市営業所になる。
- 2008年3月30日：新大阪駅東口に乗り入れ開始。それ以前も新大阪駅東口停留所は存在したが、東口から少し離れており、同日東中島四丁目北停留所に改称された。またこの時に多くの便が中津営業所の担当になる（一部は古市営業所担当の便も存在する）。
- 2010年3月28日：41A号系統と41B号系統を統合して全便それまでの41A号系統の経路での運行となり、大阪駅前発車時の行先が淡路三丁目から新大阪駅東口に変更となる。また古市営業所の廃止に伴い全便が中津営業所単独の担当となる。
- 2012年4月1日のダイヤ改正で104号系統と統合され、大阪駅と榎木橋を結ぶ系統となる。十三駅東口-榎木橋間は104号系統のルートを走るが、104号系統の停留所だった新大阪駅前に停車せず、新大阪駅東口に停車する。

104号系統沿革
- 104：十三駅東口 - 淀川区役所 - 新大阪駅前 - 東三国二丁目 - 榎木橋 - 三国駅前 - 十三市民病院
- 104A：十三駅東口 - 淀川区役所 - 新大阪駅前 - 榎木橋
- 1974年頃は、大阪駅からの路線であり大阪駅 - 大淀町中一丁目 - 十三 - 新大阪駅 - 榎木橋の運行であった。
- その後、中津営業所の担当路線で、支線104号系統として淀川区役所前 - 榎木橋の運行であった。この頃に平日の朝と夕方の3便だけ支線104A号系統として、復路（淀川区役所前行き）の北中島小学校前 - 宮原五丁目間を西三国一丁目・三国小学校前・三国本町三丁目を経由して運行していた便があった。
- 2002年1月27日：支線104号系統が104号系統、支線104A号系統が104A号系統に改称され、古市営業所の担当路線となる。
- 2002年春、104A号系統は廃止され同時に前出の3停留所も廃止される。（2002年4月1日時点では存在、6月2日時点では廃止）
- さらにその後、十三市民病院の移設に伴い104号系統は榎木橋 - 十三市民病院間が延長される。このため十八条一丁目 - 榎木橋 - 十八条一丁目間を往復するような運行になっている。また、従来の淀川区役所前 - 榎木橋は104A号系統となる。
- 2007年10月27日：昼間時間帯のみ104B号系統として東三国二丁目を経由するようになる。
- 2008年3月30日から車両回送距離短縮のため古市営業所担当から一部を除き中津営業所担当に戻された。
- 2009年3月2日：淀川区役所の移転に伴い淀川区役所前停留所が十三駅東口に、十三東停留所が淀川区役所にそれぞれ変更になる。これにより起点が十三駅東口になる。
- 2009年3月29日：三国駅停留所を駅前ロータリー内に移転し「三国駅前」に改称。
- 2010年3月28日のダイヤ改正で104号系統と104B号系統が統合され、十三市民病院発着の便はすべて東三国二丁目経由となる（但し104A号系統は東三国二丁目を経由しない）。また古市営業所の廃止に伴い全便が中津営業所単独の担当となる。
- 2012年4月1日のダイヤ改正で41号系統と統合される。榎木橋 - 十三市民病院間は69号系統（大阪駅前 - 十三市民病院 - 榎木橋）のルートとなる。

新41号系統沿革
- 2014年4月1日のダイヤ改正で東三国二丁目に停車しなくなった。

ダイヤ
- ほぼ毎時1本の運行。土曜日と休日は大阪駅前17時台発が最終便となる。

### 41A号系統
運行区間
- 41A 中津六丁目→大淀南一丁目→大阪駅前

概要
- 中津営業所から出庫し大阪駅前へ向かうバスのうち一部は41A号系統として営業運行される。大阪駅前発の設定はなく、大阪駅前行きの片方向のみ運行される。
- かつては守口営業所が担当する便もあった。

ダイヤおよび停留所
- 出庫路線のため、本数は時間によってまちまちである。
- 2012年4月1日改正後において41号系統（榎木橋始発便）と41C号系統（中津六丁目始発便）とでは終点の大阪駅前の終点停留所が異なっている。41号系統は終点が大阪駅前中央南口付近であるのに対し、41C号系統は終点が大阪駅前桜橋口付近（西側ガード下）となっている。
- 中津六丁目 - 福島六丁目間の各停留所掲載の時刻表およびホームページ上での時刻表では、41号系統は無印となっているのに対し、41C号系統には印が付けられていた。
- 2014年4月から系統番号が41C号から41A号となった。この時大阪駅前の到着停留所を中央北口に移設の上で統一した。
- 2016年4月から酉島営業所も担当、41C時代にも存在しており実質復活である。

### 42号系統
- 42：大阪駅前-十三-塚本駅北口-御幣島駅 - 大和田 - 出来島駅前 - 中島公園 - 中島二丁目
- 42A：大阪駅前-十三-塚本駅北口-御幣島駅 - 大和田 - 出来島駅前 - 中島公園
- 42B：十三 → 塚本駅北口 → 御幣島駅 → 大和田 → 出来島駅前 → 中島公園 → 中島二丁目

概要
大阪駅・十三と御幣島・出来島・中島地区を結ぶ路線。平日・土曜日は半数以上が42号系統として運行しているが、休日は全便が42A号系統となり中島公園 - 中島二丁目間は運行されない。
- 以前は支線92号系統として歌島橋バスターミナル - 中島一丁目間を運転していた。後に中島公園まで運転区間が延長になり、さらに2001年1月10日に支線90号系統（福町 - 中島二丁目）との統合により中島二丁目まで運転区間が延長された（同日に支線90号系統は廃止された）。なお中島二丁目付近は支線90号系統時代には循環運転ではなかったが、支線92号系統に統合された時に循環運転になった。しかし2010年3月28日からは（中島公園 - 中島二丁目間は往路と復路が異なる一方通行での運行は変わりないが）循環系統ではなく往復系統となる。
- 過去には平日の早朝に1便だけ92D号系統（出来島駅前→中島二丁目）が存在していたが、2010年3月28日の再編時に廃止となる。
- 2012年4月1日のダイヤ改正で92A号系統が42号系統、92B号系統が42A号系統に改番される。
- 2014年4月1日のダイヤ改正で歌島橋バスターミナルの廃止に伴い大阪駅前まで延伸され、大阪駅前～御幣島駅～出来島駅前～中島公園・中島二丁目となり、担当は酉島営業所から中津営業所になった。なお、御幣島駅～歌島二丁目間は92号系統とは異なり、かつて93C号系統が経由していた歌島三丁目経由で運行。

ダイヤ
- 運行間隔はほぼ30-60分間隔。全便中型車で運行されている。

### 53号系統
運行区間
- 53：大阪駅前→大江橋→渡辺橋→堂島大橋→船津橋→土佐堀三丁目→土佐堀二丁目→堂島大橋→渡辺橋→桜橋→大阪駅前

概要
53号系統は、大阪駅から中之島通を経由してリーガロイヤルホテルや大阪国際会議場などが立地する中之島西部（船津橋）を結ぶ路線である。沿線に住宅は少なく、事業所が多いことから、平日のラッシュ時に本数が多く、土曜・休日は本数が少ない。ラッシュ時は混雑する。
沿革
現在は中津営業所・酉島営業所の共同担当である。以前は九条営業所（廃止された港営業所の前身）・古市営業所・井高野営業所・守口営業所が担当する便もあった。
- 1970年代頃までは大阪駅前の構内（黄色）のりばはなく、大阪駅前交差点の西側（現在大阪第一生命ビル北側にある大阪駅前の降り場専用の停留所）から発車していた。

　当時は、川口一丁目まで88号系統と同じ経路で本田交差点付近から中央大通りを経由して、大阪港まで結んでいた。（中央大通りから地下鉄中央線と並行していたことになる）
2016年からLED式の行先表示に英語表記が入った。
ダイヤおよび停留所
前述のとおり、平日のラッシュ時は本数が多く最短5分毎に運行している。平日昼間は3本で運行。土曜・休日は2本の運行となっている。基本は大型車で運行されるが、中型車で運行されることもある。

### 57号系統
運行区間
- 57：京橋駅前 - 都島区役所前 - 地下鉄都島 - 高倉町三丁目 - 大東町 - 毛馬中央公園

概要
57号系統は、京橋駅（長堀鶴見緑地線・大阪環状線・京阪本線と接続）と都島区北部を結ぶ路線。多くの区間で重複する10号系統の補完的な位置づけも担っている。
沿革
- かつては幹線57号系統として地下鉄都島-大阪駅前間の運行であったが、その後京橋駅前-地下鉄都島が延長された。延長当初京橋駅前発着は昼間のみの運行で、幹線57号系統を運行しない時間帯には幹線57A号系統（総合医療センター前-大阪駅前）も運行されていたが、のちに幹線57号系統が終日運転をするようになり幹線57A号系統は廃止された。2002年1月27日のダイヤ改正時に57号系統に改称された。
- 2010年3月28日のダイヤ改正の際に、それまで主に担当していた古市営業所が廃止されたことに伴い、東成営業所が専属で担当する路線となった。また、大阪駅前 - 大東町一丁目間の区間便（守口営業所→中津営業所が担当）もこの時廃止となった。
- 2014年4月1日から運行区間を毛馬中央公園 - 京橋駅前に短縮し、新たに桜宮高校を経由するルートに変更(かつて運行していた赤バス京橋駅～毛馬ルートの一部の代替経路)。守口の担当となり、中型車で運行されるようになる。
- 2016年4月1日から守口営業所が担当から外れ、中津営業所の担当路線となる。

ダイヤおよび停留所
平日・土曜・休日とも、1時間あたり1-2本の運行となっている。
京橋駅前 - 東野田間にある京橋北口(京橋公園)停留所は毛馬中央公園行のみ停車する。
京橋駅前 - 毛馬中央公園となっているが、毛馬中央公園停留所到着後引き続き57号系統京橋駅前行きを運行する。

### 58号系統
- 2015年10月1日より酉島営業所と共同の担当路線となる。

### 60号系統
- 2016年4月1日より酉島営業所・鶴町営業所の担当路線となる。

2023年10月1日に当営業所が担当営業所に復帰する｡

### 69号系統
- 69： 大阪駅前 - 十三 - 三津屋 - 十三市民病院 - 三国駅前 - 榎木橋

概要
- 淀川区西部・北部を運行する路線で、十三市民病院へのアクセス路線として機能している。全便中型車で運行される。
- 大阪駅前と榎木橋を結ぶ系統には、新大阪駅東口を経由する41号系統もある。

沿革
- 2012年4月1日のダイヤ改正で、以下のルートを集約・統合する形で新設される。
  - 8号系統: 十三 - 三津屋 - 十三市民病院間
  - 25号系統: 三津屋 - 十三市民病院 - 三国本町間
  - 104号系統: 十三市民病院 - 三国本町 - 榎木橋間

ダイヤ
- 各日とも毎時1-2本運行。また、終バスが平日で18時台、土休日は17時台と比較的早い。

### 75号系統
運行区間
- 75：大阪駅前 - 土佐堀一丁目 - 西大橋 - 幸町1丁目 - なんば

概要
- 75号系統は、大阪駅からなにわ筋を経由して、なんばまで結ぶ路線である。なにわ筋部分は事業所が多いため、ラッシュ時には一定の利用者がいる。

沿革
- 以前は鶴町四丁目 - 大浪橋 - 難波中学校前 - 幸町一丁目 - 西大橋 - 土佐堀一丁目 - 大阪駅前の運行（主担当は鶴町営業所）であったが、2012年4月1日より起点が鶴町四丁目からなんばへと変更（運行区間短縮）となる。
- 大正区内でゾーンバス制度が開始された当初、支線との乗り継ぎが出来なかった（大正区内のゾーンバス乗継指定停留所は大正橋だけだった）ため幹線の名称はなく、現在と同様の75号系統であった。その後幹線80号系統が運行を開始した時に三軒家と大正区役所前も乗継指定停留所になったので幹線75号系統に改称している。2002年1月27日のダイヤ改正時に、再度75号系統に改称している。
- ゾーンバス制度導入（1979年）以前には大阪駅前の構内（黄色）のりばはなく、阪神百貨店前の歩道上（現在の安全地帯5番のりばの南向かい側あたり）から75号系統の鶴町四丁目ゆきは発車していた。このために往路ルートは現在のルートとは違い、桜橋から梅田新道を経由（停留所も存在していた）して、大阪駅前のおりばは国道176号線沿いの阪神百貨店東側にあった。また復路の桜橋までのルートのうち、国道2号までのルートも一方通行規制の関係で現在の北向きの道路が南向きの一方通行だったので、当時はこちら側の道路を通行していた。この名残で長年桜橋→大阪駅前を桜橋交差点を右折して大阪駅前第1ビル東側の道路を通行していたが、現在は桜橋→大阪駅前は四つ橋筋経由で運行している。
- 2008年10月20日より、前日に開業した京阪電鉄中之島線への乗り換えの利便性向上のために、肥後橋 - 堂島間の渡辺橋停留所にも停車するようになる。
  - それ以前の渡辺橋停留所（大阪駅前方面行き）は中之島通沿いに設置されていて53号系統のみ停車していた。京阪中之島線建設中に四つ橋筋沿いに移設されたものの53号系統以外のバスは2008年10月19日（京阪電鉄中之島線開業日）まで渡辺橋停留所には停車していなかった。
- 2009年3月29日、ダイヤ改正で港営業所が当該路線の担当から外れ、代わって住之江営業所が当該路線の担当に加わる。
- 2010年3月28日、住之江営業所担当が外れ、港営業所担当が復活する。
- 2010年9月1日、住之江営業所担当が復活する。
- 2012年4月1日、運行経路がなんば - 大阪駅前に変更され、担当に東成営業所が加わり、一方で住之江営業所が担当から外れる。
- 2013年4月1日のダイヤ改正で、前日を以って閉所になった港営業所が担当から外れる。
- 2014年4月1日のダイヤ改正で起点:大阪駅、終点:なんばと入れ替わり、担当が中津営業所となる（東成・鶴町営業所が担当から外れる）。
- 2016年4月1日のダイヤ改正で、酉島営業所が担当に加わる。

ダイヤおよび停留所
- 通勤時間帯は1時間に4本、昼間および土休日は20分に1本の運行。大型車・中型車の両方が運行する。

その他
- JR大阪駅の改装工事に伴う大阪駅前の構内（黄色）のりばの進入・進出経路変更により、大阪駅前→桜橋間は梅田新道交差点経由で運行している（ただし梅田新道停留所には停車しない）。
- 以前は阪神高速下のバスターミナルから発着していたが、現在はなんば高島屋前から発着している。

### 88号系統
- 2017年1月31日より酉島営業所・鶴町営業所の担当路線となる。

2023年10月1日に当営業所が担当営業所に復帰する｡

### 92号系統
運行区間
- 92：大阪駅前-十三-塚本駅北口-御幣島駅-佃-福町

系統について
- 大阪駅から十三、塚本駅を通り、御幣島駅、佃、福町を結ぶ路線である。
- 以前は幹線92号系統として運行していて、この頃には特92号系統（大阪駅前→済生会病院前→十三→塚本駅北口→歌島橋→福町）も運行していた。2002年1月27日の路線再編時に幹線92号系統は92号系統になったが、特92号系統は廃止になった。
- また入庫系統として92C号系統（歌島橋バスターミナル→十三）が平日の深夜に1便だけ運行していたが2010年3月28日のダイヤ改正時に廃止された。
- 2012年4月1日のダイヤ改正で92号系統は38A号系統と直通する系統となり、以前の92号系統は歌島橋バスターミナル起点の92C号系統となった。中津営業所の担当だったが92C号系統は酉島営業所も担当した。
- 2014年4月1日より、出来島大橋から出来島駅を経由せずに直進し福町へ至るルートに変更され、併せて歌島橋バスターミナル廃止に伴い、92C号が廃止された。起点:福町、終点:大阪駅として酉島営業所の単独担当となる。
- 2015年4月1日より起点:大阪駅、終点:福町として担当が中津に変更される。
- 2017年10月1日、酉島が担当に加わる。
- 2018年2月13日より中津の単独担当路線となる。

ダイヤおよび停留所
日中は2-3本/h運行。出来島駅前発着だったころは中型車のみであったが、現在は大型車・中型車の両方が運行する。
以下は2012年3月31日まで運行されていた38A号系統についてである。
- 38A：歌島橋バスターミナル - 佃 - 出来島駅前
  - 元々は支線38号系統で歌島橋バスターミナル - 佃六丁目間の運転であった。2002年1月27日の改正で38A号系統に系統番号が変更され、佃六丁目 - 出来島駅前間が区間延長された。また38B号系統として従来の佃六丁目行きが存在したが、後に廃止となった。区間延長されたために佃六丁目は3か所の停留所に止まるトリプルストップとなる。
  - 2012年4月1日のダイヤ改正と運行経路変更で92号系統に統合され、大阪駅前に直通する路線となった。中津営業所が担当したが、92C号系統（歌島橋バスターミナル - 大阪駅前）は酉島営業所も担当した。

### 97号系統
運行区間
- 97：大阪駅前 - 十三 - 三津屋 - 加島 - 加島駅前

概要
97号系統は、大阪駅から十三筋を経由して淀川区加島地区とを結ぶ路線である。トロリーバス1号線の代替路線である。
沿革
- 1969年のトロリーバス廃止時に新設された。ゾーンバス制度導入後は幹線97号系統と称していた。
- 1997年のJR東西線開通後に、加島駅発着の幹線臨97号系統が新設された。この時点での幹線97号系統と幹線臨97号系統の担当営業所は、当営業所と古市営業所、酉島営業所であった[7]。なお、この時に支線94号系統（歌島橋バスターミナル-神崎橋）が廃止となった。
- 2002年1月27日のダイヤ改正時に、幹線97号系統は97号系統に、幹線臨97号系統は97A号系統となった。
- 2010年3月28日のダイヤ改正で97号系統と97A号系統とが統合され、大阪駅前-加島駅前-神崎橋に経路が変更となった。
- 2013年4月1日より、大阪駅前-加島駅前の区間便が設定された (かつての97A号系統と同一経路)。
- 2014年4月1日のダイヤ改正で、神崎橋発着が取りやめられ、全便が大阪駅前-加島駅前間になり、酉島営業所が担当から降りて中津単独担当となる。
- 2015年4月1日より酉島営業所と共同の担当路線となる。
- 2015年8月1日より守口営業所の担当が復活する。
- 2015年10月1日より中津営業所単独の担当路線となる。
- 2016年4月1日のダイヤ改正で再び担当が酉島営業所と共同になる。

ダイヤおよび停留所
- 平日・土曜・休日とも、日中は15分間隔で運行しているが、平日の朝ラッシュ時には4〜5分間隔での運行になる。2012年4月1日に69号系統（大阪駅前-榎木橋）の運行開始により97号系統の運行本数が減便されている（69号系統と97号系統は大阪駅前-三津屋間で経路が重複している）。

その他
- 2020年7月19日までは阪急バス加島線（17・18系統）がほとんど同じルートを運行していた[8]（開設は阪急のほうが古く、大正末期の1926年から営業していた[9]）。ただし、阪急バスは大阪駅（同社停留所名は「梅田」）での乗場が違うほか、同社は大阪駅を出ると加島駅方向は中津六丁目まで大淀南一丁目経由（大阪駅から一旦西へ向かいなにわ筋に入る）であった（大阪駅方向は国道176号経由で済生会病院前経由のため97号系統と同一であった）。なお、加島線は大阪市外（尼崎市）への系統も存在した。
- 大阪シティバスの昼間割引回数券は阪急バス加島線（梅田 - 神崎橋間）でも使用可能であった（阪急バスの大阪市内昼間回数券も大阪シティバスで利用可能[10]）。

## 臨時路線

### イルミネーションバス
- 2014年より、毎年12月1日（2015年は暦の関係で11月30日より実施）より同月25日頃までは大阪・光の饗宴が開催されるため、開催期間中は夕方以降に8号系統のうち、一部停留所のみに停車する108急号系統が「イルミネーションバス」として、バス車両にイルミネーションを装飾した車両が運行される[11]。通常の市バスと同様に、ICカード、敬老優待乗車証、定期券、回数カードなども使用できる。108急号系統は2014年は中津営業所が運行していたが、2015年運行分は通常の8号系統とは異なり、酉島営業所の担当となった。2016年運行分では期間途中から約10本増便された。
- 民営化元年の2018年は運行自体が諸事情で中止されたが、2019年度に復活する方向で検討している。

### 造幣局さくらバス
運行区間
- 136急：大阪駅前 - 桜の宮橋 - 京橋駅前

概要
毎年4月初旬に開催される造幣局桜の通り抜け期間中に運行されている。
15分間隔で運行され、守口営業所も共同で担当している。
通常の市バスと同様に、ICカード、敬老優待乗車証、定期券、回数カードなども使用できる。
沿革
- 2015年4月9日　運行開始。

## 廃止・撤退路線

### 34号系統
- 2014年4月1日より守口営業所単独の担当路線となる。

### 83号系統
- 2015年10月1日より井高野営業所単独の担当路線となる。

### 190号系統
- 190：大阪駅前 ＝ 南港コスモスクエア

1994年に運行を開始した南港方面直通シャトルバス。料金は通常の倍額で阪神高速道路を経由するため専用の車両（日野・ブルーリボン。前中扉仕様・ハイバックシートとシートベルト装備・専用塗装、後に一般車と同じ塗装にし内装の改装などをして旧特44号系統などに転用）が配備されていた。大阪港トランスポートシステム（OTS）のテクノポート線（現・大阪市高速電気軌道中央線）が開業したことに伴い廃止。なお、なんばからは191号系統（住之江担当）があったほか、休日などには九条所属の企業送迎用車両（三菱ふそう・エアロスターK）も運用に就いた。

### その他の系統
- 歌島橋バスターミナル発着の路線（92号系統と93号系統を除く。撤退）
- 41D号系統（撤退・のちに廃止。なお現在一部区間では11号系統が運行）
- 支線104A号系統（廃止。詳細は上記の現行路線・41号系統を参照）

## 車両
以前は大型車、中型車とも一部例外を除き原則的に日野自動車製で統一していたが、2002年の古市営業所の大阪運輸振興（現・大阪シティバス）への委託に伴い、同営業所から転入したいすゞ自動車製の車両をはじめ、他メーカーの車両も多く配置されるようになった。公営時代の入札方法の変更により、その傾向は強まった。なお、2018年より民間会社となったため、入札制度は消滅している。
2010年現在、大型車は日野自動車製・いすゞ自動車製・UDトラックス（旧:日産ディーゼル）製の車両が、中型車は日野自動車製(レインボーII)が在籍しており、低公害車も在籍している。中津営業所の低公害車はこれまでハイブリッド車のみであったが、2005年に天然ガスノンステップバスが導入された。中津営業所内にはガス充填設備はない。また、20-1481号車は大阪市営バス運行開始100周年記念ゼブラバスとなっている。
なお、同営業所に配置されていた、日野BT11（1964年式）が、営業運転当時の塗装（この塗装は1972年製造の車両まで採用された。またこの塗装は「ゼブラバス」の愛称で親しまれていた）のままで、現在も交通局にて保存されている。但し、交通局のイベント開催時のみ公開され、普段は非公開である。

## 酉島支所

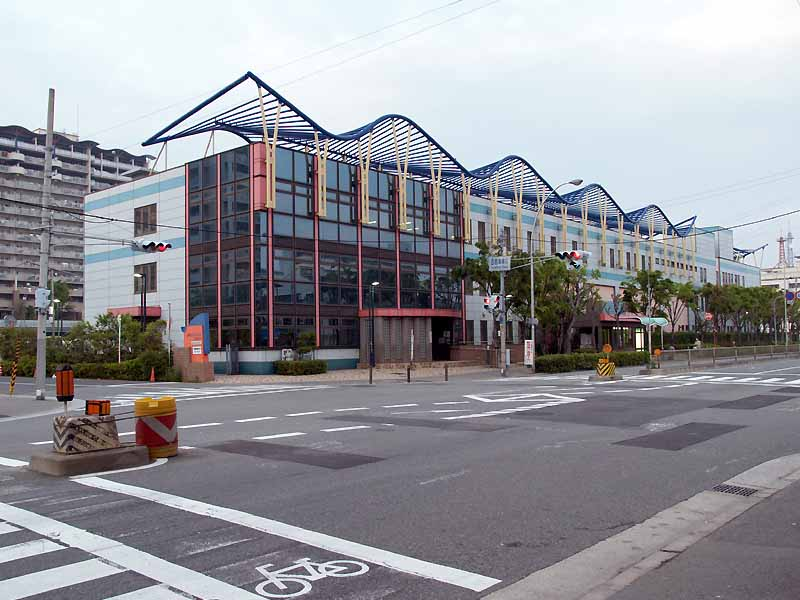
酉島支所

大阪市営バス中津営業所酉島支所（おおさかしえいバスなかつえいぎょうしょとりしまししょ）は、大阪府大阪市此花区酉島4丁目1-11にあった、大阪市営バスの営業所である。
最寄バス停は酉島車庫前。また、阪神なんば線伝法駅より徒歩おおよそ15分。
バス側面および後面窓ガラスに貼られる所属営業所を示すシールは「ト」であった。
酉島営業所とは施設は共用していたものの、同営業所は委託営業所であるのに対し、当支所は直営で運行していた。

## 廃止・撤退路線（臨時路線・酉島支所）

### イルミネーションバス
- 2017年12月14日より担当に加わる。